# Confissão de Fé (1644)
A Confissão de Fé (1644), conhecida também como a Primeira Confissão de Fé de Londres, é uma confissão de fé batista publicada em 1644 em Inglaterra.

## Origem
Em 1644, 7 igrejas Igrejas Batistas reuniram-se em Londres para escrever uma confissão de fé. O documento chamado "Primeira Confissão Batista", foi publicado em 1644.

## Doutrinas
Esta confissão de fé contém 53 artigos. Contém a doutrina da Igreja de crentes e o batismo do crente.